# Weed Heights (Nevada)
Weed Heights es un área no incorporada ubicada en el condado de Lyon en el estado estadounidense de Nevada.

## Geografía
Weed Heights se encuentra ubicado en las coordenadas 38°59′0″N 119°12′35″O / 38.98333, -119.20972.